# 수에즈주

수에즈주의 위치

수에즈주(영어: Suez Governorate, 아랍어: محافظة السويس)는 이집트에 있는 주로, 주도는 수에즈이다.

## 같이 보기
- 수에즈 운하